# 格雷厄姆·哈特斯通
格雷厄姆·哈特斯通英語：，1944年6月—）英国音频工程师。他曾3次提名奥斯卡最佳音响效果奖。自1962年起他曾参与超过190部电影的制作。

## 部分影视作品
- 超人 (1978)[1]
- 印度之行 (1984)[2]
- 异形2 (1986)[3]